# Saint-Dolay
Saint-Dolay település Franciaországban, Morbihan megyében. Lakosainak száma 2636 fő (2022. január 1.). Saint-Dolay Allaire, Rieux, Théhillac, Missillac, Nivillac és Béganne községekkel határos.

## Népesség
A település népessége az elmúlt években az alábbi módon változott:
| Lakosok száma | 2085 | 2147 | 2113 | 2107 | 2404 | 2445 | 2487 | 2539 | 2570 | 2636 |
|               | 1968 | 1982 | 1990 | 2006 | 2013 | 2015 | 2017 | 2019 | 2020 | 2022 |